# Városháza (Hága)
A hollandiai Hága városháza (hollandul: Stadhuis van Den Haag) a városközpontban elhelyezkedő, modern épület. Az új városközpontban található létesítményben tanácsterem, közkönyvtár, több kávézó és kiállítótér, valamint egy házasságkötőterem is.
Fehér színe miatt a „Jégpalota” (hollandul: IJspaleis) becenevet kapta.

## Történelme
Az épületet 1986-ban Richard Meier amerikai építész tervezte. 1995-ben adták át.

## A médiában
A 2004-es Ocean’s Twelve – Eggyel nő a tét című sikerfilmben az Europol központjaként látható.

## Galéria

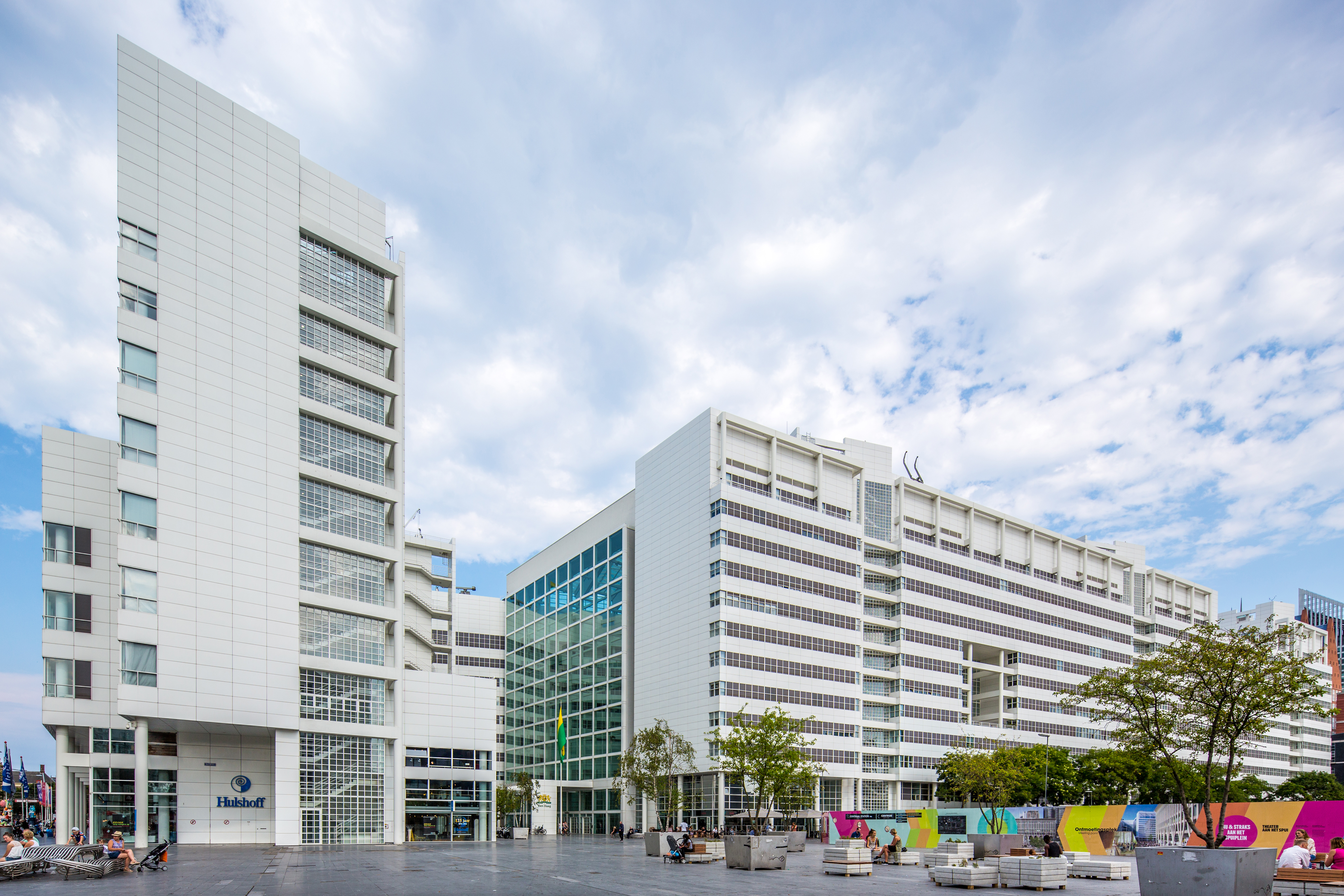
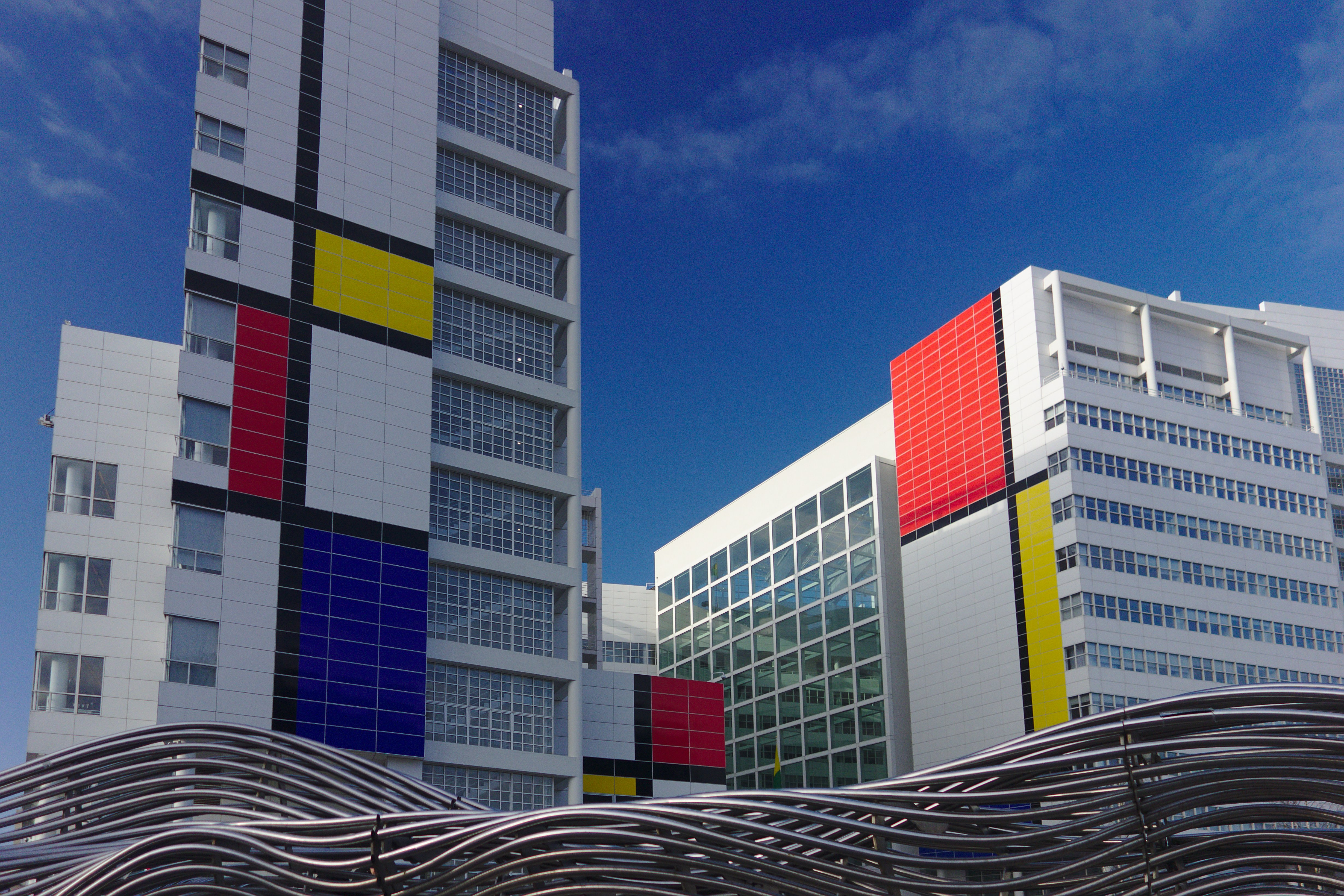
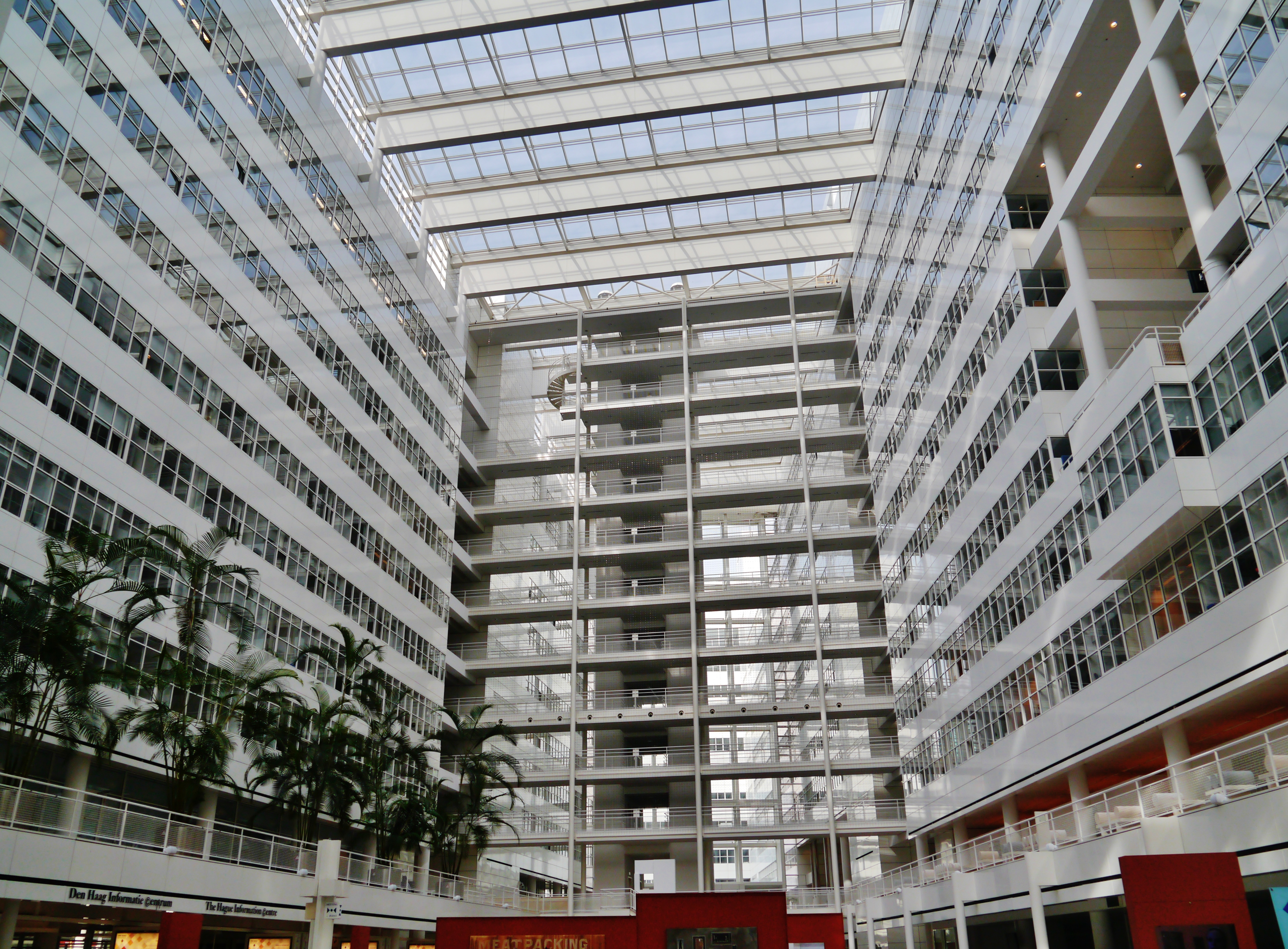
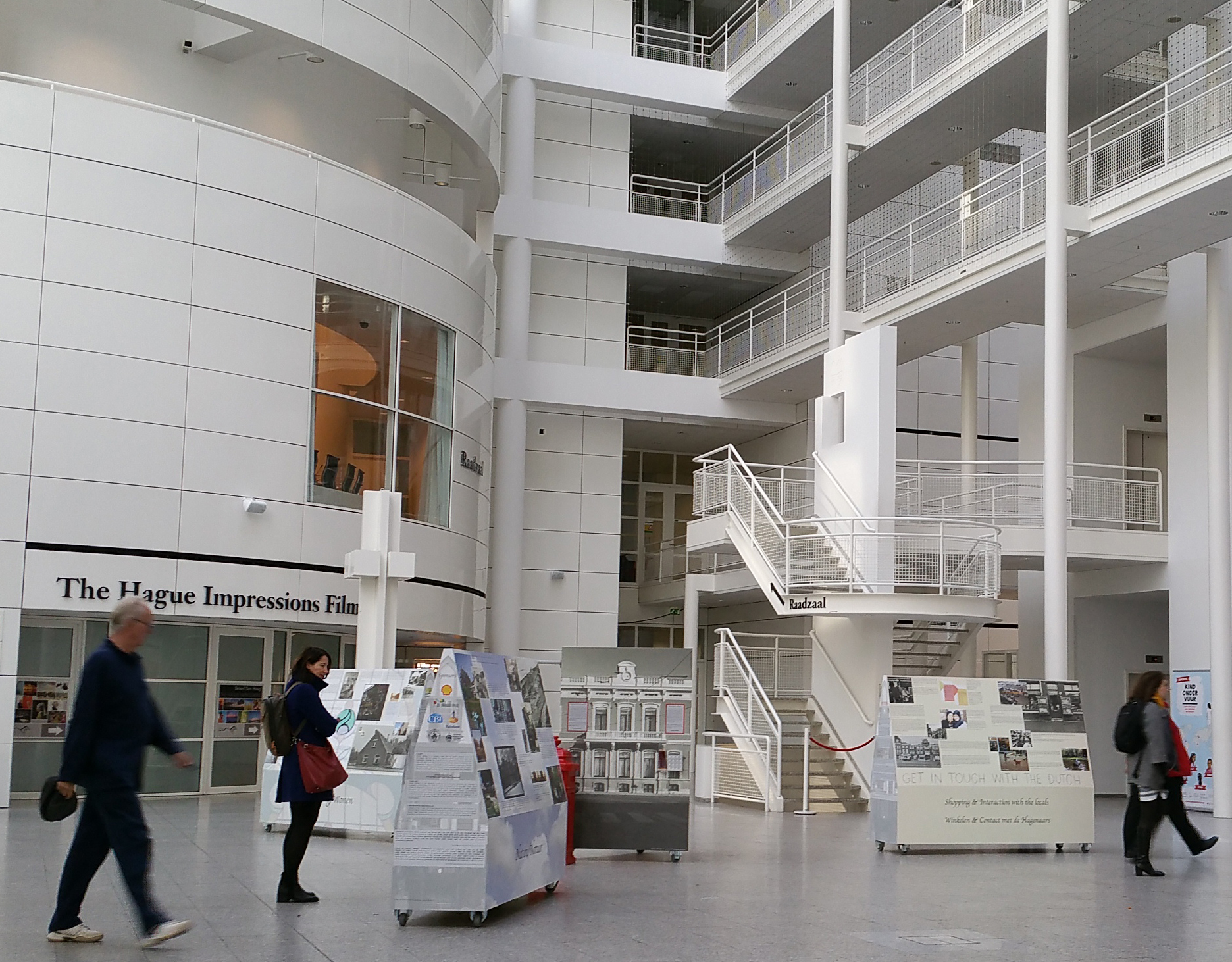
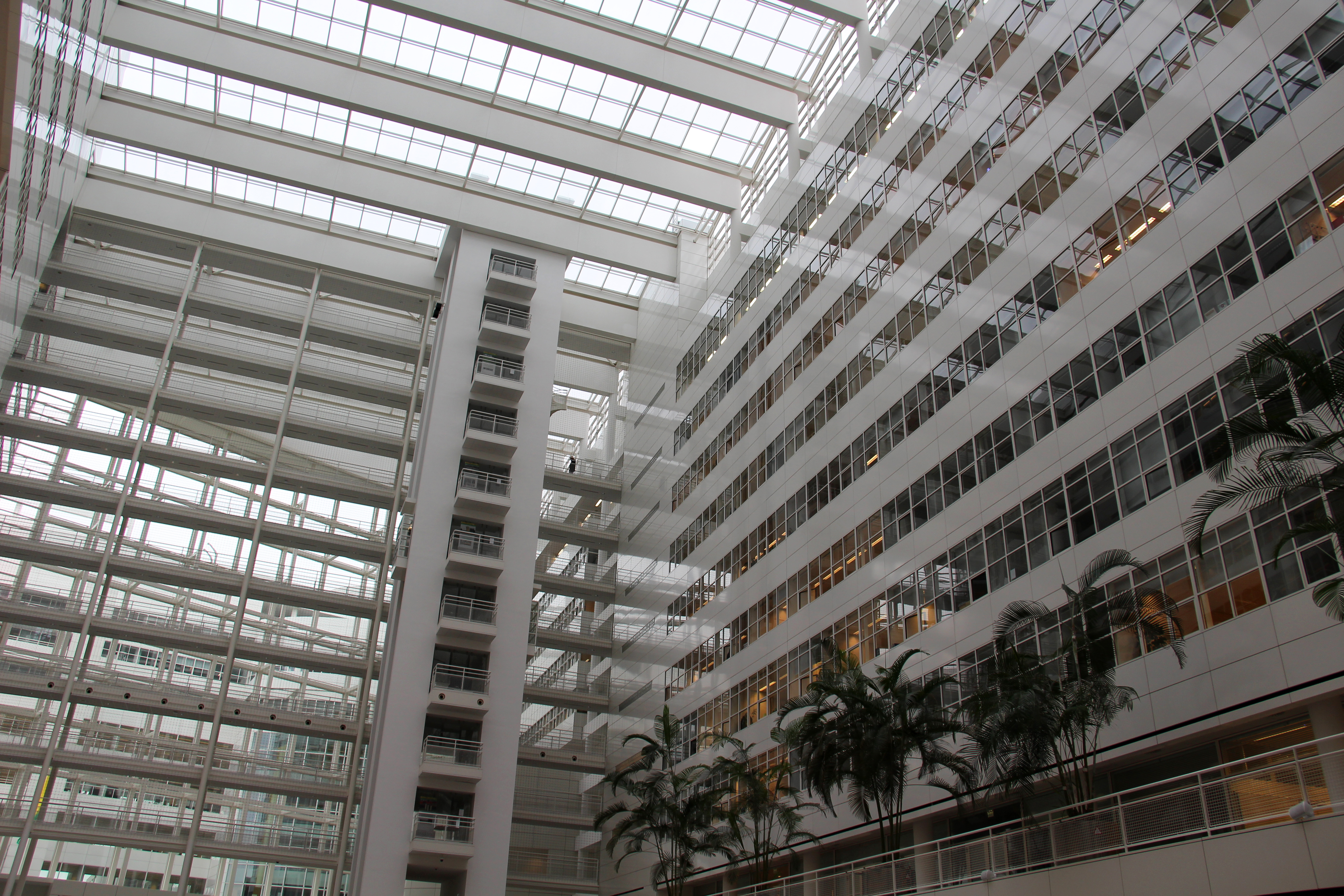

## Fordítás
Ez a szócikk részben vagy egészben  a   The Hague City Hall című angol Wikipédia-szócikk ezen változatának fordításán alapul.  Az eredeti cikk szerkesztőit annak laptörténete sorolja fel. Ez a jelzés csupán a megfogalmazás eredetét és a szerzői jogokat jelzi, nem szolgál a cikkben szereplő információk forrásmegjelöléseként.